# NGC 3133
NGC 3133 este o galaxie spirală situată în constelația Hidra. A fost descoperită în 1886 de către Francis Leavenworth.